# Torvosauridae

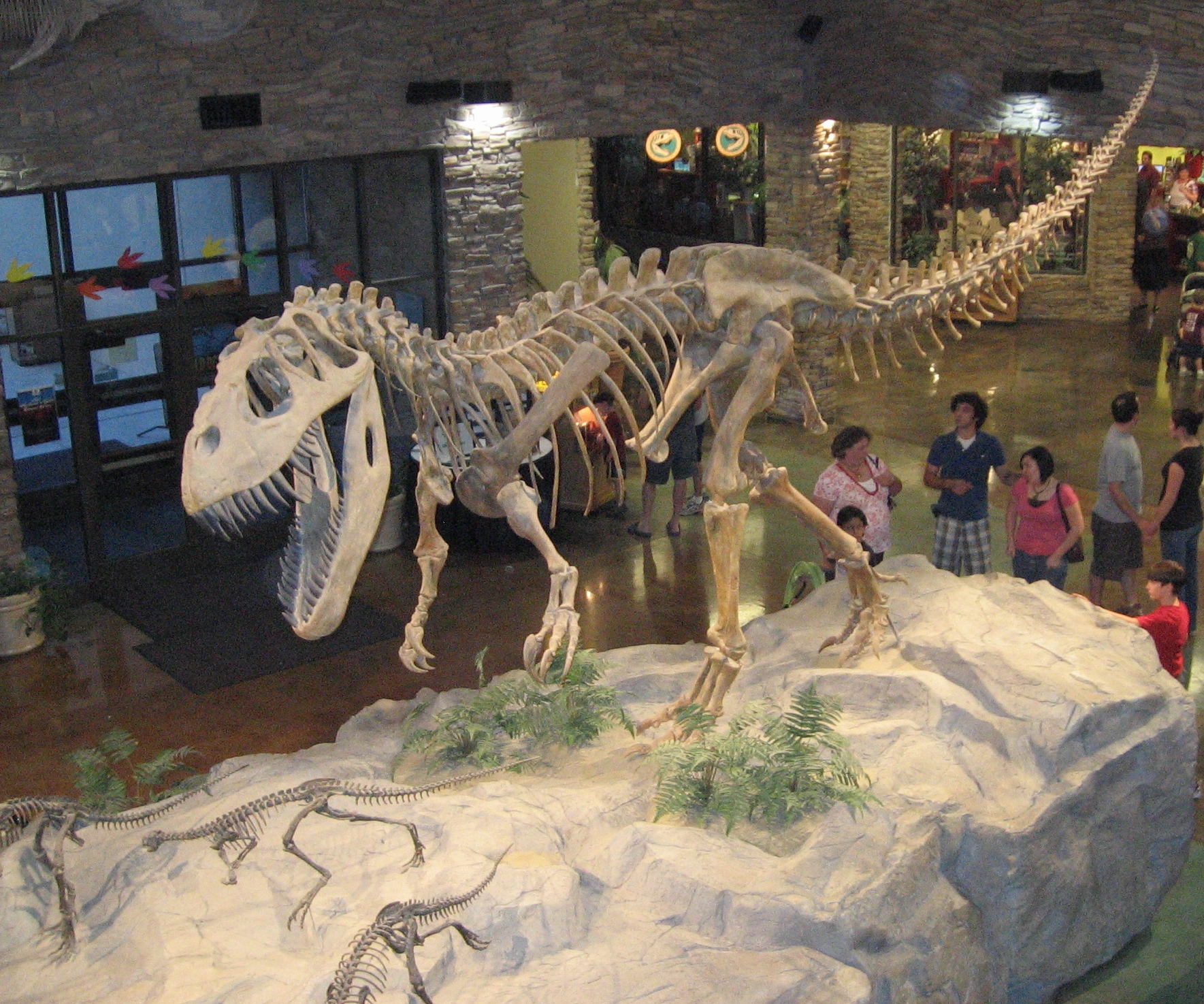
Torvosaurus is een goed bekende torvosauride.

De Torvosauridae zijn een groep theropode dinosauriërs behorend tot de groep van de Tetanurae. Torvosaurus en Torvosauridae komen van het Latijn torvus, wild, en van het Griekse σαυρος, hagedis.
In 1985 schiep de Amerikaanse amateurpaleontoloog James Jensen een familie Torvosauridae om Torvosaurus een plaats te geven. De naam werd weinig gebruikt omdat Torvosaurus gemeenlijk in de familie Megalosauridae geplaatst werd.
In 1998 gaf de Amerikaanse paleontoloog Paul Sereno echter een definitie als clade: de groep bestaande uit alle Spinosauroidea die nauwer verwant waren aan Torvosaurus dan aan Spinosaurus. Sereno gebruikte zijn Torvosauridae in plaats van Megalosauridae, een keuze die zowel geïnspireerd werd door een afkeer van het oude begrip, dat een verzamelnaam geweest was voor allerlei niet-verwante vormen, als door grote twijfel over de precieze status en plaatsing van Megalosaurus, gezien het fragmentarische karakter van de fossielen. 
In 2005 wijzigde Sereno zijn definitie in: de groep bestaande uit Torvosaurus tanneri en alle soorten nauwer verwant aan Torvosaurus dan aan Spinosaurus aegyptiacus, Allosaurus fragilis of de huismus Passer domesticus. Deze definitie was, niet toevallig, identiek aan die Thomas Holtz in 2004 aan de Megalosauridae gegeven had, behalve dan dat Megalosaurus door Torvosaurus was vervangen.
Het probleem met Torvosauridae is dat volgens de naamgevingsregels voor families, een familie genoemd moet worden naar het eerst beschreven geslacht binnen de familie — en Megalosaurus is 175 jaar eerder benoemd dan Torvosaurus. Hoewel het omstreden is of men die regel moet toepassen bij claden, beriep Sereno zich niet op dit argument, zodat de validiteit van zijn begrip puur afhankelijk wordt van de status van Megalosaurus. Sommige analyses plaatsen het holotype van Megalosaurus op zichzelf beschouwd inderdaad basaler dan Sereno's Torvosauridae zodat dit een legitiem concept zou kunnen worden.
De torvosauriden zijn kleine tot middelgrote roofsauriërs. Vormen die onbetwist dichter bij Torvosaurus dan bij Spinosaurus staan, leefden in het Krijt van het Barremien (127 miljoen jaar geleden) tot het Cenomanien (94 miljoen jaar geleden).